# 帝人
帝人株式会社（ていじん、英語: TEIJIN LIMITED）は、登記上の本店・大阪本社を大阪府大阪市北区中之島、東京本社を東京都千代田区霞が関に置く、日本の大手総合化学メーカー。帝人グループの中核企業であり、事業持株会社である。日経平均株価およびJPX日経インデックス400の構成銘柄の一つ。
旧三和銀行（現・三菱UFJ銀行）の融資系列からなる三和グループの三水会とその後身社長会である水曜会およびみどり会会員企業の一つでかつては宇部興産（現・UBE）、日立造船（現・カナデビア）と共に「三和御三家」と呼ばれていた。
コーポレート・スローガンは「Human Chemistry, Human Solutions」。

## 歴史
創業者で、米沢高等工業学校（山形大学工学部の前身）の講師でもあった秦逸三が久村清太と共に1915年（大正4年）に、当時閉鎖中であった山形県米沢市館山（現在は米沢市立第三中学校敷地）の米沢製糸場を買い取り、鈴木商店の子会社、「東工業米沢人造絹糸製造所」として設立される。当時は第一次世界大戦中で、ヨーロッパからレーヨンの輸入が少なくなっていたこともあり、創業と共に高い業績をあげた。1918年（大正7年）には株式会社に改組、「帝国人造絹絲」に社名を変更する。1962年に社名変更された今日の「帝人」の社名は左記の旧社名に由来する。
昭和に入ると、金融恐慌により、出資元であった鈴木商店は破綻・清算に追い込まれた。また山形の工場も1927年（昭和2年）に竣工した岩国工場に比べて効率性で劣ったことなどから、閉鎖に追い込まれた。これにより、創業の地・山形から当時の繊維業の本場でもあった大阪・船場に近い、大阪へ本社を移した。以降は、その後に竣工された三原工場、松山工場など西日本を中心に生産が行われるようになる。しかし太平洋戦争後、同社の主力であったレーヨンの需要は瞬く間に低下し、代わってアメリカ・デュポン社からナイロンの製造技術を得た東洋レーヨン（現・東レ）の激しい巻き返しに遭い、一時は倒産寸前の窮地に立たされるも、1956年（昭和31年）に、鈴木商店出身にして、大蔵大臣をつとめた大屋晋三が社長に就任すると、1958年（昭和33年）にはイギリスはマンチェスターに本社を置くICI社から、ポリエステル（東レとの共同商標「テトロン」）製造の技術を導入。これが見事に成功をおさめ、息を吹き返した。以後、帝人は東レと同じく化学繊維メーカーとして繊維業界での地位を確立させることになる。
1957年（昭和32年）に米国ニューヨークと西ドイツのデュッセルドルフへ駐在員を赴任させたのを皮切りに、1960年代前半までに欧州、アフリカ、中近東、アジアの計10都市に事務所を開設している。さらに大屋の発案で、1961年（昭和36年）からは専務取締役（財務担当）と取締役（技術担当）をニューヨークに、常務取締役（化学担当）をデュッセルドルフにそれぞれ駐在させるなど、首脳レベルの役員を海外駐在させるという当時としては異例の態勢で海外展開に取り組んでいる。
1970年代には、大屋により設立された「未来事業部」により50以上の新規事業が立ち上がったが、1973年（昭和48年）の第一次石油危機により拡大政策は頓挫。また、大屋も1980年に死去したことで、無謀な多角化路線は終息する。しかし、その後の経営陣は大屋が遺した「負の遺産」の整理のため再三のリストラを繰り返すことになり、折からの繊維不況とも相俟ってリスクを避ける消極的な社風が定着するなど、厳しい経営環境に晒されることになった。
それら諸問題の整理を終えた1990年代後半からは、医薬医療事業や炭素繊維等の高機能繊維の成長により、2000年度から2006年度にかけて7期連続の営業増益を記録するなど堅調な業績が続いている。2010年代においては、市場規模が大きい自動車部品事業に力を入れており、欧米で現地法人設立やM&Aを展開している。GM製トラックへの炭素繊維複合材料の採用、樹脂製の自動車用フロント窓の開発などが報じられている。2018年度で、アラミド繊維・炭素繊維等のマテリアル事業が売上高の76%・営業利益の48%を、独・ベーリンガーインゲルハイム社との合弁に端を発する医薬品等のヘルスケア事業が売上高の17%・営業利益の44%を占めている。

なお、大屋が四半世紀近くも社長に在任したこともあって、一時は社長の任期を定款で制限したこともあったが、新会社法への移行に伴うコーポレートガバナンスの確立でこの規定は削除されている。

## 沿革
- 1915年11月 - 秦逸三と久村清太が、山形県米沢市で東工業（株）米沢人造絹糸製造所を設立。
- 1918年6月17日 - 東工業から帝国人造絹絲株式会社として独立。
- 1922年 ‐ 広島工場、操業開始。
- 1926年 - 『帝人タイムス』創刊。
- 1927年 ‐ 岩国工場、操業開始。
- 1933年10月 - 東京・大阪株式取引所に株式上場。
- 1934年 ‐ 米沢工場を廃止。
- 1935年 - 広島工場を廃止。
- 1949年 - 戦争のため休刊していた『帝人タイムス』が復刊。
- 1949年5月 - 東京、大阪、名古屋各証券取引所に上場。
- 1962年11月 - 商号を帝人株式会社に変更。
- 2003年
  - 1月 - ロゴマークをテイジンからTEIJINに変更。
  - 4月 - 事業持株会社制に移行。
- 2004年2月 - 帝人ファイナンスを新生銀行（現：SBI新生銀行）に売却[15][16]。
- 2006年1月 - 札幌、名古屋、福岡各証券取引所での上場を廃止。
- 2008年
  - 4月 - 岩国事業所内に「先端技術開発センター（現・岩国開発センター）」を開設。
  - 6月 - 複合材料の研究・開発を担う「複合材料開発センター」を御殿場に開設。株式会社ジーエイチクラフトを子会社化。
- 2010年4月 - インドネシアのP.T. Teijin Indonesia Fiber Tbk.を譲渡。
- 2012年
  - 3月 - 帝人が中国化学繊維工業協会との相互連携に基本合意。
  - 10月 - 帝人テクノプロダクツ及び帝人ファイバーの産業資材事業を帝人に統合。NI帝人商事と帝人ファイバーのアパレル事業が統合し、帝人フロンティアが発足。
- 2013年4月 - 組織再編。帝人化成を吸収合併。
- 2013年7月16日 - 大阪証券取引所の現物株取引終了に伴い、大阪証券取引所での上場廃止。（東京証券取引所への現物市場統合）
- 2017年
  - 1月 - 自動車向け複合材料製品を展開する米国Continental Structural Plastics Holdings Corporationを買収。
  - 5月 - 本店を大阪市中央区南本町一丁目6番7号（帝人ビルディング）から大阪市北区中之島三丁目2番4号中之島フェスティバルタワー・ウエストに移転。
- 2018年
  - 4月 - 東邦テナックスを吸収合併。
  - 8月 - ドイツの自動車向け内装材の生産・販売を展開するJ.H.Ziegler GmbHを買収。ポルトガルの自動車向け複合材料成形メーカーInapal Plasticos SAを買収。
  - 9月29日 - 米沢市で100周年記念イベント[17]。
- 2019年10月1日 - フィルム事業の連結子会社であった帝人フィルムソリューションの全株式を東洋紡へ譲渡[18]（同社は東洋紡フィルムソリューションへの商号変更を経て2021年4月1日付で東洋紡に吸収合併[19]）。
- 2021年3月9日 - 株式会社ジャパン・ティッシュ・エンジニアリング（現・ジャパン・ティッシュエンジニアリング）を株式公開買付けにより子会社化[20]。
- 2024年6月18日 - アメリカの投資会社ブラックストーン・グループが、帝人の上場子会社であるインフォコムの買収（株式公開買い付け）を発表。運営している電子コミックサービス「めちゃコミック」の資産価値を評価したもの[21]。

## 本社・事業所
- 大阪本社（登記上本店）
  - 大阪市北区中之島三丁目2番4号中之島フェスティバルタワー・ウエスト
  - 肥後橋オフィス 大阪市西区土佐堀一丁目3番7号 肥後橋シミズビル
- 東京本社
  - 東京都千代田区霞が関三丁目2番1号 霞が関コモンゲート西館内

- 岩国事業所（山口県岩国市）
- 三原事業所（広島県三原市）
- 松山事業所（愛媛県松山市）
- 三島事業所（静岡県駿東郡長泉町）
- 揖斐川事業所（岐阜県安八郡神戸町）
- 東京研究センター（東京都日野市）

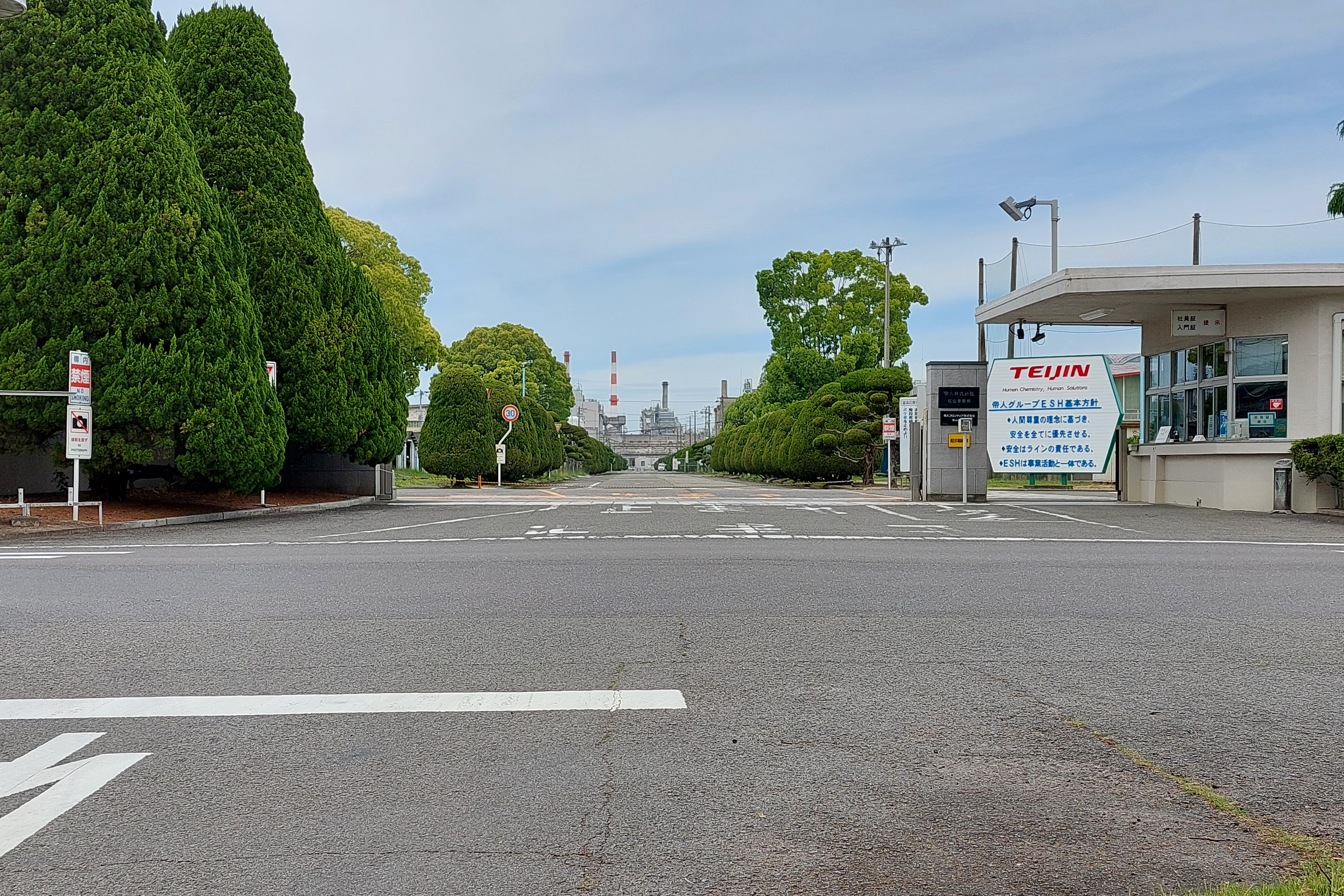
松山事業所

- プラスチックステクニカルセンター（千葉県千葉市緑区）
- 帝人アカデミー富士（静岡県裾野市）

## 主なグループ会社
2020年3月末時点の子会社及び関連会社数は174社である。

### マテリアル事業
- 樹脂
  - テイヨー株式会社（広島県呉市） - プラスチック押出品の製造・販売
  - 広島プラスチック株式会社（広島県東広島市） - プラスチック成形品の製造・販売
  - 錦海化学株式会社（岡山県瀬戸内市） - 臭素、臭素系難燃剤、ファインケミカル中間製品の製造・販売
- 複合成形材料
  - 株式会社ジーエイチクラフト（静岡県御殿場市） - 先端複合材料を用いた次世代Vehicle、次世代構造などの受託開発・試作
- 繊維・製品
  - 帝人フロンティア株式会社（大阪市北区）- 衣料・産業資材用途の原材料・製品の開発・製造・販売
  - 帝人物流株式会社（大阪市西区） - 運輸業・運送取扱業並びに倉庫業
  - 株式会社帝健（大阪市北区） - 健康・快適・防災・安全に関する製品の製造・販売
  - 帝人フロンティアニッティング株式会社（石川県小松市） - 編物生地の開発、製造、販売および特殊加工糸の製造（2021年4月1日に帝人加工糸株式会社と新和合織株式会社が統合し発足）
  - 帝人コードレ株式会社（大阪府大阪市北区） - 人工皮革等の製造・販売
  - 帝人テディ株式会社（愛媛県松山市） - ポリエステル長繊維・短繊維の製造およびアラミドを主としたディップコード加工
  - 株式会社フォークナー（岡山県瀬戸内市） - 紳士服の製造販売、物流加工
  - 帝商産業株式会社（福井県福井市） - ボビン・包装材料の回収および原糸・織編物の運送・保管
  - 関西資材株式会社（兵庫県丹波市） - 繊維加工業（撚糸・コードディップ）
  - 帝京レース株式会社（滋賀県東近江市） - ポリエステル織物製造（レースカーテン）
  - 帝人フロンティアアパレル工業株式会社（福岡県大牟田市） - スポーツウエアの製造
  - 株式会社テクセット（東京都港区） - 生活消費財関連商品の企画開発・販売
  - フロンティアテックス株式会社（福井県坂井市） - 合繊織物の製造
  - ユニセル株式会社（山口県岩国市） - 合成繊維長繊維不織布の製造、販売およびこれに関連する各種加工
  - 帝人フロンティアセンシング株式会社（福岡市南区） - ウェアラブル製品の開発・販売
  - 帝人フロンティアDG株式会社（新潟県見附市） - 合繊織物の企画、製造、販売（2018年12月28日に帝人フロンティア株式会社が第一合織株式会社の全株式を取得して子会社化し、商号変更）

### ヘルスケア事業
- 帝人ファーマ株式会社（東京都千代田区） - 医薬品・在宅医療機器等のマーケティング・販売・提供
- 帝人ナカシマメディカル株式会社（岡山市東区） - 人工関節、骨接合材料等の医療機器の開発、製造、販売
- 帝人訪問看護ステーション株式会社（東京都千代田区） - 訪問看護ステーションの運営
- 帝人メディカルテクノロジー株式会社（大阪市北区） - 生体内分解吸収性骨接合剤などの医療機器の開発、製造、販売
- NOMON株式会社（東京都千代田区） - ニュートラシューティカル製品の販売とそれに関する事業全般
- スリープメディカルサービス株式会社（東京都千代田区） - スリープクリニック開設・運営支援
- 帝三製薬株式会社（東京都立川市） - 医薬品の製造

### IT事業・その他
- IT
  - インフォコム株式会社（東京都港区） - 情報提供サービスおよびコンピュータ・ソフトウェアの開発・販売
  - 株式会社アムタス（東京都港区） - スマートフォンや携帯電話へのコンテンツ配信やeコマースなどのサービスの提供
  - 株式会社インフォコム西日本（大阪市中央区） - ソフトウェアの開発
  - 株式会社インフォコム東日本（東京都台東区） - 情報処理サービス、ソフトウェアの開発
  - GRANDIT株式会社（東京都港区） - 完全Web-ERPの開発、販売
- その他
  - デュポン帝人アドバンスドペーパー株式会社（東京都千代田区） - アラミドペーパー等の製造・販売
  - 帝人エコ・サイエンス株式会社（東京都港区） - 環境アセスメント、環境分析および測定
  - 帝人エンジニアリング株式会社（大阪市西区） - 機械・エンジニアリング事業等
  - 東邦化工建設株式会社（静岡県駿東郡長泉町） - 環境分析、公害防止、環境保全設備の制作等のエンジニアリング事業
  - 東邦機械工業株式会社（徳島県徳島市） - 各種機械装置等の設計、製作および販売
  - 帝人エージェンシー株式会社（大阪府大阪市西区） - 印刷物、販促物品の企画制作、広告代理業、保険代理業
  - 帝人興産株式会社（愛媛県松山市） - リサイクル事業、ヘルスケア事業、福利厚生施設の管理・運営他
  - 帝人ソレイユ株式会社（東京都千代田区） - グループ内でのサポート業務、農業事業他

### かつて存在したグループ企業
- 帝人ファイバー株式会社（大阪市中央区）
- 帝人テクノプロダクツ株式会社（大阪市中央区）
- 帝人化成株式会社（東京都千代田区）
- 帝人フィルム株式会社（東京都千代田区）
- 帝人エンテック株式会社（大阪市中央区）
- 帝人クリエイティブスタッフ株式会社（大阪市中央区）
- 呉興業株式会社（山口県岩国市）
- 株式会社帝人知的財産センター（東京都千代田区）
- NI帝人商事株式会社（大阪市中央区）
- 帝人ネステックス株式会社（石川県能美市）1951年 - 2010年。
- 帝人アグロケミカル株式会社（広島県三原市）1972年 - 2000年。英ゼネカ社との合弁会社。パラコート原体の国内生産。
- 東邦テナックス株式会社（東京都千代田区）
- 帝人アドバンストプロダクツ株式会社（東京都千代田区）現在のネクスティ エレクトロニクス。1983年12月にトーメン（現：豊田通商）に全株式を譲渡。
- 帝人製機株式会社（大阪市中央区）2004年10月1日にナブテスコに吸収合併され解散。
- 帝人ファイナンス株式会社（大阪市中央区）1986年 - 2004年。2004年に新生銀行（現：SBI新生銀行）に売却[15][16]。新生セールスファイナンス株式会社に社名変更後、2006年3月に新生銀行がアプラスに株式譲渡[22]。2015年10月にアプラスに吸収合併[23]。
- 株式会社テイビ（大阪市中央区）1972年 - 2008年。2008年に帝人エージェンシー株式会社（2005年設立の初代法人）を吸収合併し、帝人エージェンシー株式会社（2代目）へ商号変更する（逆さ合併による統合）。
- ウィンテックポリマー株式会社（東京都港区）2000年 - 2016年。ポリプラスチックス株式会社（ダイセル株式会社の100%子会社）との合弁会社だったが、2016年9月に全株式を売却して同社の100%子会社となり、2019年4月に同社へ吸収合併された。
- 帝人フィルムソリューション株式会社（東京都千代田区） 2000年 - 2019年。同年10月に全株式を東洋紡株式会社へ譲渡、東洋紡フィルムソリューション株式会社へ商号変更した。2021年4月に東洋紡株式会社に吸収合併された[19]。

## テレビCM
1960年代末期頃よりテレビCMを放映している。1990年代の企業CMでは、数学者で大道芸人として知られるピーター・フランクルが何かに取り憑かれたかのように、黒板に白墨で書きなぐる様子を映したCMなどが放映されていた。
同時期には、ジャズサックス演奏者の坂田明や、女優の室井滋を起用したCMや、SFドラマ「スタートレック」のミスター・スポックことレナード・ニモイを起用した企業CM「帝人あらわる。」が放映された。
他に1990年代半ばには、「人間を幸せにする人間、帝人。」という内容で、トーベ・ヤンソンの原作で知られるアニメーション「ムーミン」の登場人物全員を登場させたCMも放映された（森本レオがナレーションを担当）。さらに2000年（平成12年）から2年間にかけては、俳優の浅野忠信を起用したCMもあった。
その後2002年（平成14年）5月から2008年（平成20年）まで、「だけじゃない、テイジン」をキャッチフレーズにフランス人少女・カトリーヌ（子役：マノン・ゴラン、吹き替え：三輪勝恵）が出演したCMを経て、2008年（平成20年）9月からは「んなことあるかも?テイジン」を新キャッチフレーズに、同社の製品やサービス、事業を動物になぞらえた「テイジン未来動物図鑑」シリーズCMを放送している。
しかし、諸般の事情から、『福山エンヂニヤリング』以来レギュラー提供していた、関西テレビ制作・フジテレビ系列30分枠での提供を、2011年9月をもって撤退した。その後は当面、日本テレビの『全国高等学校サッカー選手権大会』（高校サッカー）の提供のみであったが、2012年10月以降30秒スポンサーで一部番組で提供を再開した。なお、2022年9月末の放映分をもって日本テレビの『ザ!世界仰天ニュース』を降板し、同年10月以降からは『全国高等学校サッカー選手権大会』の提供のみとなる。
2017年10月17日より女優の上白石萌歌を起用した「DAKE JA NAIを探そう」篇のテレビCMを放送。以後も設定は変えているが、上白石による「DAKE JA NAI」シリーズのCMを展開（2017年度=DAKE JA NAI SAMBA、2019年度=キャビンアテンダント、2021年度=上白石モビの空想化学物語など）している。

## スポンサー番組

### 現在の番組
- 全国高等学校サッカー選手権大会（日本テレビほか民間放送43社、1991年度 - ）
  - 不定期に同系列番組に提供する事がある。

### 過去の番組
- 日本テレビ日曜8時連続ドラマ（日本テレビ）
- ムーブ（TBS）
- 情報スペースJ（TBS）
- ママはぽよぽよザウルスがお好き（毎日放送、提供クレジットなし）
- 女神の天秤（TBS）
- 毎日甲子園ボウル（毎日放送、1997年）
- キラリ（朝日放送、冠スポンサー）
- チャレンジ・夢・スポーツ（朝日放送、冠スポンサー）
- TBS系列土曜19時枠
  - 街のチャンピオン（1社提供）
  - 走れ!白バイ（朝日放送、1社提供）
  - コルト45（1社提供）
  - ドビーの青春（1社提供）
- サーフサイド6（1社提供）
- アスリート〜すべての挑戦者に捧ぐ（テレビ東京、1社提供→冠スポンサー）
- 長島三奈の熱闘!スポーツM18（テレビ朝日、冠スポンサー）
- 関西テレビ制作・フジテレビ系列土曜23時枠
  - 福山エンヂニヤリング（途中から）→もしも体感バラエティ if→グータン〜自分探しバラエティ〜（いずれも1社提供）
- 関西テレビ制作・フジテレビ系列バラパラ水曜日
  - 空飛ぶグータン〜自分探しバラエティ〜→グータンヌーボ（途中降板）
- 新春!!大売り出しさんまのまんま（関西テレビ、2012年1月2日）
- 世界まる見え!テレビ特捜部（日本テレビ、2012年10月より）※2014年3月末で降板。
- 秘密のケンミンSHOW（よみうりテレビ、2012年10月より）※2016年3月末で降板。後継はロート製薬。同年4月からはザ!世界仰天ニュースに提供枠移動。
- ザ!世界仰天ニュース（日本テレビ）※2016年4月から2017年3月までと2017年4月から。同年3月までは水曜日、同年4月からは火曜日の放送。2022年9月末で降板。

## 著名な出身者
- 小沢瑞穂 - 翻訳家
- 川合孝典 - 国民民主党参議院議員
- 小美野広行 - 公認会計士、関西学院大学大学院経営戦略研究科教授
- 佐山展生 - 経営学者、一橋大学大学院経営管理研究科教授
- 中川健一 - 牧師、ハーベスト・タイム・ミニストリーズ代表
- 根岸英一 - 化学者、シラキュース大学教授、パデュー大学教授、ノーベル化学賞受賞者
- 安居祥策（元取締役会長） - 日本政策金融公庫初代総裁

## キャンペーンガール
「Category:帝人キャンペーンガール」も参照
- 1970年 - 1973年 秋川リサ
- 1974年 マーサ清田
- 1975年 斉藤和子
- 1976年 ジェーン・ロビン
- 1977年 リーザ長嶋
- 1978年 マイレ
- 1979年 マリア・オライリー
- 1980年 スージー上原
- 1981年 シムナステック・バビー
- 1982年 マリー・ジェナー
- 1983年 ロリー・ヘレン
- 1984年 フローリー芳賀
- 1985年 キミー
- 1986年 エミー・ハレット
- 1987年 中山恵美
- 1988年 高杉慶子

- 1989年 田島都
- 1990年 山岸真璃子
- 1991年 水沢恵美
- 1992年 森明子
- 1993年 かいしのぶ
- 1994年 木内あきら
- 1995年 山田裕子
- 1996年 浅野麻由子
- 1997年 曲山えり
- 1998年 小泉里子
- 1999年 響美
- 2000年 内藤陽子
- 2001年 西村美保
- 2002年 川原麻衣
- 2003年 石田裕子

2002年（平成14年）からは「イメージガール」に変わり、2003年（平成15年）に終了した。